# Celtik Jump
Le Celtik Jump est une manifestation équestre de saut d'obstacles, organisée de 2012 à 2017 au Parc des Expositions du Pays de Lorient, situé à Lanester, dans le Morbihan.
L'idée d'organiser cette compétition remonte à la fin de l'année 2011. Thomas Clivio en est à l'origine, avec une importante équipe de bénévoles. Il est en effet organisé par 80 personnes bénévoles.
Le Celtik Jump devient une étape du Grand National de saut d'obstacles en 2014. La 6e et dernière édition, en 2017, a attiré 10 000 spectateurs. Parmi les personnalités présentes, on compte Alexandra Ledermann, Louis Bouhaha et Allan Pacha.
En février 2018, Thomas Clivio annonce l'annulation définitive du Celtik Jump en raison de l'impossibilité de boucler les budgets, notamment à cause du prix de location du parc des expositions.
L'association Celtik Jump a reversé chaque année ses bénéfices au centre de rééducation de Kerpape pour soutenir l'équithérapie.